# Ian Hamilton
Ian Hamilton (Stevenage, Inglaterra; 14 de diciembre de 1967-6 de septiembre de 2023) fue un futbolista británico que jugó en la posición de centrocampista.

## Equipos
| Periodo   | Club                       | Apariciones | Goles |
| --------- | -------------------------- | ----------- | ----- |
| 1985–1988 | Southampton FC             | 0           | 0     |
| 1988      | Cambridge United FC        | 24          | 1     |
| 1988–1992 | Scunthorpe United FC       | 145         | 18    |
| 1992–1998 | West Bromwich Albion FC    | 240         | 23    |
| 1998–2000 | Sheffield United FC        | 45          | 3     |
| 1999      | → Grimsby Town FC (cedido) | 6           | 1     |
| 2000–2001 | Notts County FC            | 34          | 0     |
| 2001–2002 | Lincoln City FC            | 26          | 0     |
| 2002–2003 | Woking FC                  | 19          | 0     |